# Institut für Umwelt- und Technikrecht
Das Institut für Umwelt- und Technikrecht (IUTR) mit Sitz in Trier bestand von 1989 bis 2019 als zentrale wissenschaftliche Einrichtung der Universität Trier. Hervorgegangen aus einer im Jahre 1985 gegründeten Forschungsstelle wurden am IUTR die Grundlagen und die Entwicklungen des Umwelt- und Technikrechts erforscht. Erstmals in der Bundesrepublik Deutschland stand damit die Idee im Mittelpunkt, die Sachbereiche des Umweltrechts mit dem Technikrecht zu verknüpfen. Im Februar 2019 wurde das IUTR im Zuge einer strategischen Neuausrichtung aufgelöst; an seine Stelle trat das „Institut für Recht und Digitalisierung Trier“ (IRDT).

## Wissenschaftliche Zielsetzung
Die Gründung des Instituts für Umwelt- und Technikrecht im Jahre 1989 stellte zum damaligen Zeitpunkt eine Neuerscheinung in der rechtswissenschaftlichen Landschaft Deutschlands dar. Programmpunkte des Instituts sind die Forschung und Lehre im Bereich des Umwelt- und Technikrechts. Zudem hat sich das Institut die Aufgabe gestellt, Wissenschaft und Praxis zu den Themen zusammenzuführen und damit einen Beitrag zur Rechtsentwicklung im Umwelt- und Technikrecht zu leisten.

## Tagungen
Zur Umsetzung des Ziels, den Kontakt zwischen Wissenschaft und Praxis herzustellen, wurden seit 1985 zahlreiche Tagungen abgehalten, bei denen auf der einen Seite Vertreter der Wissenschaft, auf der anderen Seite Vertreter der Verwaltung, Justiz und Wirtschaft ihre Vorstellungen und Ansichten diskutieren konnten, um neue Lösungsansätze zu Problemstellungen zu finden.
Die Trierer Kolloquien zum Umwelt- und Technikrecht fanden in der Regel jährlich statt und beschäftigten sich mit aktuellen Fragen des Umweltschutzes und der technischen Sicherheit.

## Schriftenreihe
Unter dem Titel „Umwelt- und Technikrecht“ (UTR) erschien eine institutseigene Schriftenreihe beim Erich Schmidt Verlag, Berlin. Veröffentlicht wurden dort neben den Tagungsbänden zu den Trierer Kolloquien, Dissertationen und Monographien auf dem Gebiet des Umwelt- und Technikrechts auch die „Jahrbücher des Umwelt- und Technikrechts“ mit Abhandlungen und Berichten aus diesen Rechtsgebieten.

## Wissenschaftliche Kooperation
Seit 1993 steht das IUTR in freundschaftlichem Kontakt zum Instituut voor Staats- en Bestuursrecht an der Universität Utrecht. Gemeinschaftlich ausgerichtete Workshops, die alle zwei Jahre abwechselnd in den Niederlanden und Deutschland stattfinden, führen dabei zu einem engen wissenschaftlichen Austausch über die Grundlagen und Entwicklungen des Umwelt- und Technikrechts in den jeweiligen Staaten.
Die jüngste Kooperation wurde mit der Juristischen Fakultät der Kyung Hee Universität, Seoul/Korea, eingegangen. Basis dieser Kooperation sind wechselseitige Besuche der Professoren und wissenschaftlichen Mitarbeiter.

## Gastwissenschaftler
Das Institut für Umwelt- und Technikrecht bot ausländischen Wissenschaftlern die Möglichkeit, im Rahmen einer Gastprofessur am IUTR zu arbeiten und zu forschen. Großen Anklang fand diese Option insbesondere im asiatischen Raum.

## Michael-Kloepfer-Preis
Das Institut für Umwelt- und Technikrecht vergibt alle zwei Jahre den Michael-Kloepfer-Preis als Auszeichnung für deutschsprachige rechtswissenschaftliche Monografien, die das Umwelt- und Technikrecht wegweisend fortentwickeln. Zugleich soll die Auszeichnung der Förderung fachübergreifender Zusammenarbeit dienen. Der Preis ist nach dem Rechtswissenschaftler Michael Kloepfer benannt, der von 1979 bis 1983 Wissenschaftlicher Direktor des Instituts für Agrarrecht und Umweltrecht war und von 1989 bis 1992 das Institut für Umwelt- und Technikrecht als Direktor geleitet hat.